# Nicholas Latifi
Nicholas Daniel Latifi (født 29. juni 1995) er en canadisk tidligere racerkører. Han kørte mellem 2020 og 2022 i Formel 1 for holdet Williams.

## Baggrund
Latifi er søn af den iransk-canadiske milliardær foretningsmand Michael Latifi.

## Tidlige karriere

### Gokarts
Latifi begyndte sin karriere i gokarts, men til forskel fra andre kører, så begyndte han relativt sent i motorsport, da han først begyndte i gokarts som 13-årig.

### Formel 3
Latifi gjorde sin single-seater debut i 2012, da han blev del af den italienske Formel 3-serie. Han sluttede i sin debutsæson på syvendepladsen, og vandt et ræs og tog tre podium.
I 2013 kørte han i flere forskellige serier i løbet af året, herunder både det europæiske og det britiske Formel 3-serie, dog uden nogle særlige resultater i nogle af dem.

### Formel Renault 3.5
Latifi kørte i Formel Renault 3.5 i 2014 og 2015. Hans bedste resultat her var en elvteplads i 2015 sæsonen.

### GP2 Series
Latifi gjorde sin indgang i GP2 Series i 2014, da han kørte i sæsonens to sidste ræs som erstatning for Daniel Abt. Han kørte igen i 2015, men her kørte han også kun i fire runder.
Latifi fik et fast sæde i GP2 for 2016 sæsonen, og startede meget godt med en andenplads i sæsonen første ræs. Det var dog så godt som det blev, og han sluttede sæsonen på sekstendepladsen, mere end 100 point bag holdkammerat Alex Lynn.

### Formel 2
GP2 Serien blev i 2017 omdøbt til Formel 2. Latifi beholdte sin plads trods den skuffende sæson året før. 2017-sæsonen ville dog blive markant bedre for Latifi, som havde flere podiumplacering, og endte på femtepladsen i sæsonen.
2018 var dog en skuffelse, da Latifi sluttede på niendepladsen, og igen var mere end 100 point bag sin holdkammerat, som denne gang var Alex Albon.
Latifi fortsatte i Formel 2 i 2019, og ville have sin bedste sæson i juniorrækkerne. Latifi vandt 3 af de første 5 ræs i sæsonen, men mistede dog herefter momentum i et par runder. Sæsonen endte med en andenplads til Latifi, da han tabte mesterskabet til Nyck de Vries. Han sluttede sæsonen med 4 sejrer og 4 andre podium placering.

## Formel 1-karriere

### Test- og reservekører
Latifis første smag på Formula 1 var som testkører for Renault i 2016. Han var senere også test- og reservekører for Force India i 2018 og for Williams i 2019.

### Williams

#### 2020
Latifi fik en fast plads i Formel 1 på Williams holdet for 2020 sæsonen, hvor han erstattede Robert Kubica. Latifi havde dog en svær debutsæson, hvor at Williams sluttede på sidstepladsen. Latifi sluttede som den eneste faste kører uden point i sæsonen, og sluttede på enogtyvendepladsen.

#### 2021
2021 var bedre for Latifi og Williams. Latifi scorede sine første point i Formula 1 ved Grand Prix i Ungarn, hvor han sluttede på syvendepladsen. Latifi sluttede i sæsonen på syttendepladsen.
Latifi fik en overraskende central rolle i mesterskabet. Latifi kørte galt med kun 5 omgange tilbage af det afgørende Abu Dhabis Grand Prix, hvilke resulterede i en safety car blev sat på banen. Dette gav Max Verstappen muligheden for at indhente Lewis Hamilton, som ellers så sikker ud til at vinde ræset, og dermed mesterskabet. Efter ræset modtog Latifi store mængder af hadebeskeder, samt flere dødstrusler, fra utilfredse Hamilton-fans. Latifi modtog dog støtte fra store dele af Formel 1-verdenen, herunder Hamilton personligt.

#### 2022
2022 sæsonen var skufende for Latifi, da han ikke kunne følge med sin holdkammerat Alex Albon. Han gik uden point før Japans Grand Prix, hvor han sluttede på niendepladsen, og dermed scorede sine eneste point i sæsonen. Det blev i september annonceret, at Latifi ikke ville få sin kontrakt med Williams forlænget, og han forlod holdet efter sæsonen.

## Privat
Efter en længere pause fra motorspot, så annoncerede Latifi i juli 2023, at han ville stoppe med at køre ræs, for at begynde på en uddannelse ved London Business School.